# پیتر گراهام (بازیکن فوتبال)
پیتر گراهام (انگلیسی: Peter Graham؛ زادهٔ ۱۹ آوریل ۱۹۴۷) بازیکن فوتبال اهل بریتانیا است.
از باشگاه‌هایی که در آن بازی کرده‌است می‌توان به باشگاه فوتبال کمبریج یونایتد، باشگاه فوتبال دارلینگتون، باشگاه فوتبال وورسبورو بریج اتلتیک، باشگاه فوتبال بارنزلی، و باشگاه فوتبال لینکولن سیتی اشاره کرد.